# Gulkand

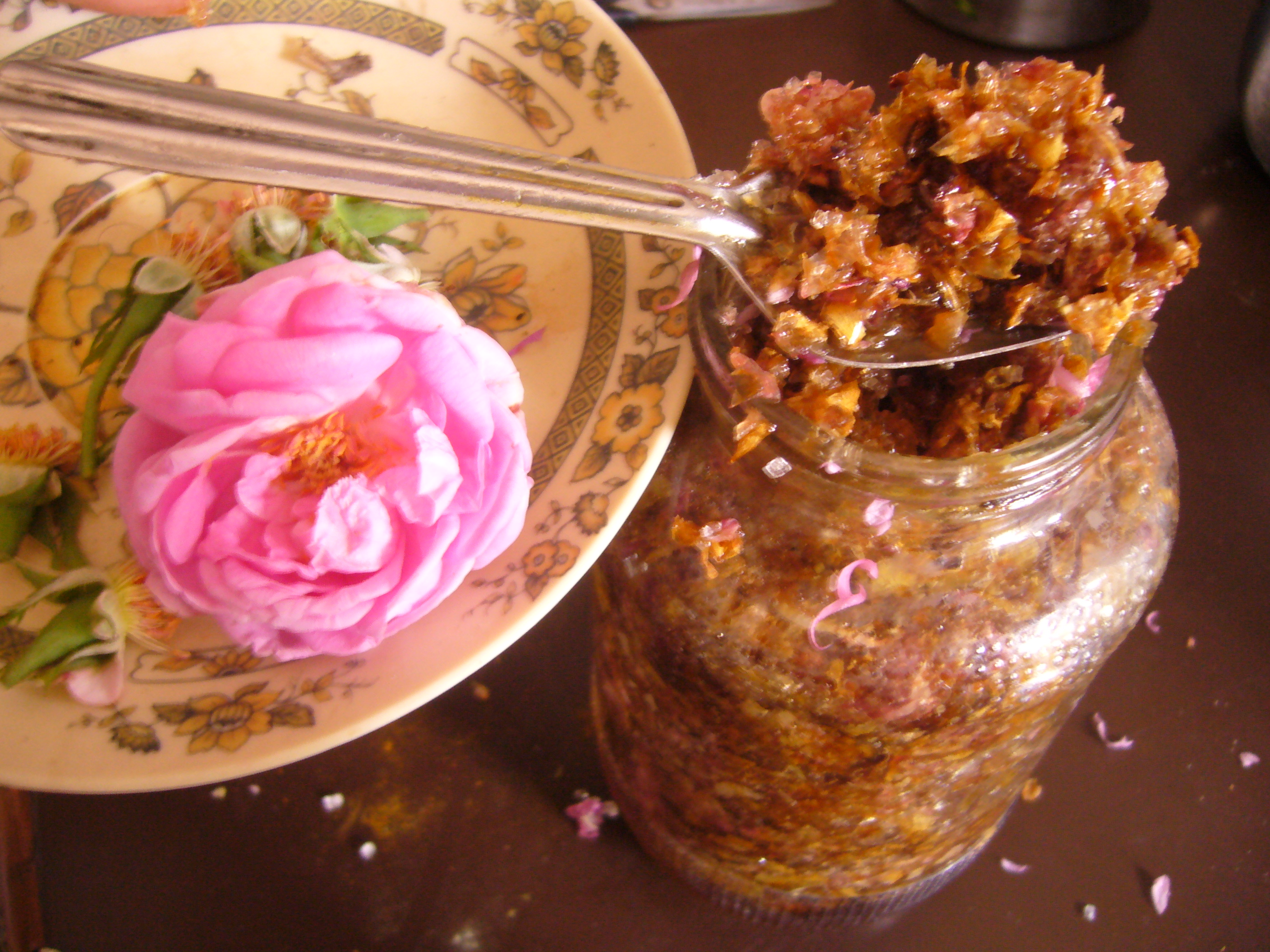
A destra del gulkand dentro un barattolo

Gulkand, scritto anche come Gulqand, è un antico preparato ayurvedico composto da petali di rosa, originario e utilizzato nel subcontinente indiano, precisamente nel Pakistan e nel Nord dell'India.

## Preparazione e utilizzo
Si prepara mettendo a strati di petali di rosa e zucchero all'interno di un barattolo ermetico a bocca larga. Questo vaso viene messo al sole per circa 6 ore al giorno per 3 o 4 settimane. A giorni alterni il contenuto del barattolo deve essere rimestato con un bastoncino di legno. Una volta pronto, il barattolo dovrebbe essere conservato all'interno.
Il gulqand è un tonico ayurvedico; l'Istituto nazionale di medicina ayurvedica fornisce una lista dei benefici associati al consumo di gulqand, inclusa la riduzione del calore corporeo, la riduzione dell'infiammazione e del rossore degli occhi, il rafforzamento dei denti e delle gengive, e il trattamento dell'acidità.
Il Gulkand è comunemente usato come un ingrediente del paan, un dolce popolare e digestivo India, Pakistan e Bangladesh.